# Nothocremastus tobiasi
Nothocremastus tobiasi är en stekelart som beskrevs av Narolsky 1990. Nothocremastus tobiasi ingår i släktet Nothocremastus och familjen brokparasitsteklar. Inga underarter finns listade i Catalogue of Life.